# 304e division d'infanterie
La 304e division d'infanterie (en allemand : 304. Infanterie-Division ou 304. ID) est une des divisions d'infanterie de l'armée allemande (Wehrmacht) durant la Seconde Guerre mondiale.

## Historique
La 304e division d'infanterie est formée le 15 novembre 1940 dans le secteur nord de Leipzig dans le Wehrkreis IV à partir des 56., 162. et 294. Infanterie-Division en tant qu'élément de la 13. Welle (13e vague de mobilisation).
Elle stationne en Belgique pour effectuer des missions de défenses côtières jusqu'en décembre 1942, avant d'être transférée sur le Front de l'Est avec l'Heeresgruppe Sud.
La division subit de lourdes pertes, incluant la destruction de son Grenadier-Regiment 574, dans de lourds combats défensifs lors du retrait de la rivière Don.
Réduite à un Kampfgruppe (groupe de combat) lors du retrait à travers l'Ukraine, la division reçoit des renforts en mai 1944 en absorbant les éléments de la 5. Feld-Division (L) dissoute.
La division est détruite en janvier 1945 sur la Vistule. L'état-major de la division échappe à l'encerclement au sud de Katowice et forme le Gruppe Generalleutnant Sieler qui contrôle plusieurs Kampfgruppen. Reformé en février 1945 à Ostrava en Moravie, la division capitule en mai 1945 à l'Armée rouge sur la frontière allemande.

## Organisation

### Commandants
| Date                                | Grade           | Commandant                    |
| ----------------------------------- | --------------- | ----------------------------- |
| 15 novembre 1940 - 16 novembre 1942 | Generalleutnant | Heinrich Krampf               |
| 16 novembre 1942 - 1er février 1943 | Generalmajor    | Ernst Sieler                  |
| 1er février 1943 - 1er mars 1943    | Oberst          | Alfred Philippi               |
| 1er mars 1943 - 30 août 1943        | Generalleutnant | Ernst Sieler                  |
| 30 août 1943 - Octobre 1943         | Oberst          | Norbert Holm                  |
| Octobre 1943 - 8 mai 1944           | Generalleutnant | Ernst Sieler                  |
| 8 mai 1944 - 9 août 1944            | Generalmajor    | Gustav Hundt                  |
| 9 août 1944 - Janvier 1945          | Generalleutnant | Ernst Sieler                  |
| 10 janvier 1945 - 22 janvier 1945   | Generalmajor    | Ulrich Liß (de) (Ulrich Liss) |
| Reformation                         |                 |                               |
| Février 1945 - Avril 1945           | Oberst          | Friedrich Krüger              |
| 6 avril 1945 - 17 avril 1945        | Oberst          | Robert Bader                  |

### Officiers d'opérations (Generalstabsoffiziere (Ia))
| Date                            | Grade               | Commandant              |
| ------------------------------- | ------------------- | ----------------------- |
| 21 octobre 1942 - Décembre 1942 | Oberstleutnant i.G. | Hans-Ulrich von Oertzen |
| 25 novembre 1942 - 20 mars 1944 | Oberstleutnant i.G. | Eberhard Einbeck        |
| 25 mai 1944 - Mai 1945          | Major i.G.          | Gerd von Koblinski      |

## Théâtres d'opérations
- Allemagne : Novembre 1940 - Avril 1941
- Belgique : Avril 1941 - Décembre 1942
- Front de l'Est secteur Sud : Décembre 1942 - Juillet 1944
- Pologne et Tchécoslovaquie : Juillet 1944 - Mai 1945

## Ordres de bataille
1940
- Infanterie-Regiment 573
- Infanterie-Regiment 574
- Infanterie-Regiment 575
- Artillerie-Regiment 304
  - I. Abteilung
  - II. Abteilung
  - III. Abteilung
- Pionier-Bataillon 304
- Panzerjäger-Abteilung 304
- Nachrichten-Kompanie 304
- Versorgungseinheiten 304

1942
- Grenadier-Regiment 573
- Grenadier-Regiment 574
- Grenadier-Regiment 575
- Artillerie-Regiment 304
  - I. Abteilung
  - II. Abteilung
  - III. Abteilung
  - IV. Abteilung
- Pionier-Bataillon 304
- Panzerjäger-Abteilung 304
- Nachrichten-Abteilung 304
- Versorgungseinheiten 304

1943-1945
- Grenadier-Regiment 573
- Grenadier-Regiment 574
- Grenadier-Regiment 575
- Füsilier-Bataillon 304
- Artillerie-Regiment 304
  - I. Abteilung
  - II. Abteilung
  - III. Abteilung
  - IV. Abteilung
- Pionier-Bataillon 304
- Panzerjäger-Abteilung 304
- Nachrichten-Abteilung 304
- Feldersatz-Bataillon 304
- Versorgungseinheiten 304